# Glyptothorax davissinghi
Glyptothorax davissinghi är en fiskart som beskrevs av Manimekalan och Das, 1998. Glyptothorax davissinghi ingår i släktet Glyptothorax och familjen Sisoridae. IUCN kategoriserar arten globalt som starkt hotad. Inga underarter finns listade i Catalogue of Life.